# Robert Morris (hacker)
Robert Tappan Morris (Massachusetts, 8 novembre 1965) è un informatico, imprenditore e hacker statunitense, professore al Massachusetts Institute of Technology, famoso per aver creato nel 1988 il Morris worm, considerato il primo worm su Internet.

## Biografia
Morris nasce nel 1965 da Robert H. Morris Sr., un matematico impiegato da Bell Labs e dalla National Security Agency statunitense e Anne Farlow Morris. Cresciuto in New Jersey, si laurea in informatica ad Harvard e nel 1988 si iscrive alla graduate school di Cornell University.

## Il Morris worm
Durante il primo anno a Cornell, nel 1988, Morris iniziò a lavorare su un programma in grado di auto-replicarsi e installarsi nei computer connessi a Internet sfruttando i bug del sistema operativo Unix. Il programma, battezzato worm (verme), era progettato in modo da entrare nei computer in modo discreto, ovvero occupando il minor spazio possibile in memoria e non disturbando l'attività delle altre applicazioni.
Morris pubblicò il programma alle ore 18 del 2 novembre 1988 da un computer del Massachusetts Institute of Technology, in modo che nessuno potesse collegarlo alla Cornell University.
Il numero di macchine infette fu molto superiore a quello previsto da Morris. Il worm si replicava centinaia di volte negli stessi computer, rendendo le macchine inservibili in meno di novanta minuti dall'installazione della prima copia del worm. Al tempo si stimò che il Morris worm aveva colpito circa 6000 computer.
Scoperto dal giornalista John Markoff, Morris fu, nel 1991, la prima persona condannata per violazione del Computer Fraud and Abuse Act, una legge approvata appena due anni prima: la sua pena fu fissata in tre anni di libertà condizionata, 400 ore di servizi socialmente utili e 10.050 dollari di multa. I difensori di Morris evidenziarono, in particolare sui media, che il suo atto, definito in alcuni casi "eroico", non aveva portato alla distruzione di dati e aveva mostrato delle falle nella sicurezza di UNIX. Una commissione di indagine formata da Cornell University, pur riconoscendo che Morris non aveva intenzione di distruggere dati o rendere le macchine inutilizzabili, definiva invece l'atto come "immaturo", "senza valore tecnico o sociale" e "irrispettoso delle potenziali conseguenze".

## Carriera imprenditoriale e accademica
Nel 1995 Morris co-fonda Viaweb, una piattaforma per la costruzione di siti di e-commerce. Nel 1998 Viaweb è venduta a Yahoo! per un valore di circa 49 milioni di dollari.
Morris ottiene il proprio dottorato da Harvard nel 1999. Nello stesso anno comincia a lavorare come professore al MIT. Nel 2006 vi ottiene la tenure (posto da professore a tempo indeterminato), occupandosi in particolare di mesh network e tabelle hash distribuite. Nel 2019 insegna al MIT Computer Science and Artificial Intelligence Laboratory.